# Manjil
Manjil este un oraș din Iran.